# Þórey Edda Elísdóttir
Þórey Edda Elísdóttir (ur. 30 czerwca 1977) – islandzka lekkoatletka, tyczkarka.

## Sukcesy
Największym sukcesem Þórey Eddy Elísdóttir było piąte miejsce na Igrzyskach Olimpijskich w Atenach w 2004, gdzie osiągnęła wysokość 4,55 m. Jej pozycja była najlepszym wynikiem islandzkich lekkoatletów na tych Igrzyskach.
Przez pewien czas rywalizowała z rodaczką Valą Flosadóttir, do której należał do 2001 rekord kraju - 4,50 m. Þórey Edda w 2004 osiągnęła najlepszy rezultat w swojej karierze 4,60 m, jest to do dziś rekord Islandii, Elísdóttir jest również aktualną rekordzistką Islandii w hali (4,51 - 2001).